# Fabián Andrés Puentes Sierra
Fabián Andrés Puentes Sierra (Ibagué, Colombia, 4 de febrero de 1982) es un químico, músico, cantante, pastor y político colombiano. 
Fabián Puentes hizo parte del equipo del científico Manuel Elkin Patarroyo. Actualmente es uno de los pastores en Bogotá de la Iglesia Ministerial. En 2019 fue designado como secretario general del Partido Político MIRA, cargo que aún ostenta, y desde el 2020 ha sido elegido Concejal de Bogotá por MIRA.

## Estudios
Químico egresado de la Universidad Nacional de Colombia. Realizó estudios en Validación y Estimación de la Incertidumbre de Metodologías Químicas y en el Modelo Estándar de Control Interno (MECI). Especialista en Proyectos de Desarrollo de la Escuela Superior de Administración Pública - ESAP, y actualmente es candidato a Magíster en Ciencias Políticas y Relaciones Internacionales de la Universidad Sergio Arboleda.

## Trayectoria
Trabajó con el investigador colombiano Manuel Elkin Patarroyo, que desarrolló la vacuna contra la malaria. También ha trabajado en entidades del sector público como Ingeominas, que actualmente es el Servicio Geológico Colombiano y la Fundación Instituto de Inmunología de Colombia. Fue miembro de la Unidad de Apoyo Normativo del Concejo de Bogotá.

## Carrera política
Desde su juventud ha militado en el Partido Político MIRA, fue Coordinador Distrital de Juventudes MIRA y delegado en la Mesa Multipartidista Nacional de Juventud.

### Junta Administradora Local
En el año 2013 se desempeñó como edil Edil de la localidad de Engativá, curul que volvió a ostentar para el periodo 2016-2019. En sus iniciativas como edil se destaca la creación del Comité de Libertad Religiosa de Engativá, el Consejo Local de Propiedad Horizontal de la localidad, el Consejo Local de Protección y Bienestar Animal y el Consejo Local de Barras Futboleras en Engativá, afirmando que el deporte es un espacio donde los niños y adolescentes pueden aprovechar su tiempo libre, compartir de manera sana y aprender valores. De igual forma, desde su edilato abanderó temas trascendentales para la localidad de Engativá en temas de movilidad, con el control político a la implementación de rutas del SITP y TM; y en temas de seguridad, donde impulsó los frentes de seguridad en los barrios.
Durante su trayectoria política se destaca su trabajo con las juventudes, liderando iniciativas en beneficio de esta población en las que se destacan la realización de prácticas laborales en entidades estatales colombianas y en el exterior para los estudiantes de derecho, otorgar beneficios para quienes presten el Servicio Militar Obligatorio, garantizar que  el 10 % de los empleos temporales que creen las entidades y organismos sea para jóvenes, reconocer las prácticas laborales como experiencia laboral, entre otros, todo ello en concordancia con la Ley de Crecimiento Económico.

### Concejal de Bogotá
Actualmente se desempeña como Concejal de la ciudad de Bogotá en el período (2020-2023); cargo que asumió el 1 de enero. Durante este periodo ha exaltado el trabajo y aporte social que brindan las organizaciones religiosas a favor de sociedad mediante iniciativas incluidas en el Plan de Desarrollo de Bogotá (2020-2024).
Desde el Cabildo Distrital ha sido vicepresidente de la Comisión Tercera Permanente de Hacienda y Crédito Público (2020),comisión encargada de ejercer función normativa y de control político a los objetivos de los sectores de hacienda, desarrollo económico, industria y turismo, en la estructura de la Administración Pública Distrital y en especial en el Plan Anual de Renta e Ingresos y Gastos e Inversiones del Distrito Capital, asignación de recursos de inversión para las localidades y los Informes de la Administración Distrital y de los órganos de control sobre el estado de las finanzas públicas de la ciudad.
En el año 2021 fue elegido por la Plenaria de la corporación para desempeñar el cargo de vicepresidente de la Comisión Primera Permanente del Plan de Desarrollo y Ordenamiento Territorial,  encargada de ejercer la función normativa y de control político sobre la eficiente prestación de los servicios públicos a cargo del Distrito, la organización y funcionamiento de las veedurías ciudadanas, la descentralización, la desconcentración, el control social y la participación ciudadana, Desarrollo e integración regional. División del territorio distrital en localidades, entre otras funciones. 
Actualmente hace parte de la Comisión Segunda Permanente de Gobierno, donde se destaca su participación como ponente del Proyecto de Acuerdo que autoriza el ingreso de Bogotá a la Región Metropolitana. 
Desde el Concejo de Bogotá ha  impulsado iniciativas que hoy son Acuerdos de Ciudad como:
- Acuerdo 777 de 2020 "Por medio del cual se promueve la implementación de los derechos de los dignatarios de las juntas de acción comunal del distrito capital y se establecen otras disposiciones"
- Acuerdo 812 de 2021 "Por el cual se establecen los lineamientos generales para la formulación de la Política Pública Distrital de Vendedores Informales y se dictan otras disposiciones"
- Acuerdo 819 de 2021 "Por el cual se integran acciones para fomentar el emprendimiento de mujeres "EME" – empresas con manos de mujer dentro de las estrategias de la Secretaría de Desarrollo Económico y se dictan otras disposiciones"
- Acuerdo 821 de 2021 "Por medio del cual se establecen disposiciones orientadas a la implementación, promoción y continuidad del teletrabajo en las entidades del Distrito Capital".

## Reconocimientos
- Según la calificación de la encuesta de Concejo Cómo vamos, en el primer semestre del 2022 ocupó el 7° lugar en cuanto a su desempeño individual en la actividad normativa de la corporación.

Como Bancada Unipersonal según la misma encuesta ocupó:
- Primer puesto en Acuerdos Distritales de asuntos estructurales
- Primer puesto en Control Político.

## Vida personal
Fabián Puentes está casado con Viviana, quienes son padres de dos hijas.